# Parigi-Roubaix 2019
La Parigi-Roubaix 2019, centodiciassettesima edizione della corsa, valevole come sedicesima prova dell'UCI World Tour 2019 categoria 1.UWT, si svolse il 14 aprile 2019 su un percorso di 257 km, con partenza da Compiègne e arrivo a Roubaix, in Francia. La vittoria fu  appannaggio del belga Philippe Gilbert, che completò il percorso in 5h58'02" alla media di 43,069 km/h, precedendo il tedesco Nils Politt e il connazionale Yves Lampaert.
Sul traguardo di Roubaix 100 ciclisti, su 174 partiti da Compiègne, portarono a termine la competizione.

## Percorso
Il percorso dell'edizione 2019 si sviluppò su una lunghezza di 257 km, con partenza da Compiègne e arrivo a Roubaix. Sul percorso, interamente pianeggiante, si incontrarono 54,5 km di pavé, suddivisi in 29 settori (il numero 8 suddiviso in 2 semisettori), ciascuno caratterizzato da differente lunghezza e difficoltà (cinque stelle per i tratti più ardui). Il settore 28, in cui nell'edizione precedente perse la vita Michael Goolaerts, fu a lui intitolato.
Settori in pavé
| Settore Numero | Nome                                       | Chilometro | Lunghezza (m) | Categoria         |
| -------------- | ------------------------------------------ | ---------- | ------------- | ----------------- |
| 29             | Troisvilles > Inchy                        | 97,5       | 900           | * · *             |
| 28             | Viesly > Briastre                          | 108,5      | 3000          | * · * · * · *     |
| 27             | Viesly > Quiévy                            | 110,5      | 1800          | * · * · *         |
| 26             | Quiévy > Saint-Python                      | 116        | 3700          | * · * · * · *     |
| 25             | Saint-Python                               | 118,5      | 1500          | * · *             |
| 24             | Vertain > Saint-Martin-sur-Écaillon        | 127,5      | 2300          | * · * · *         |
| 23             | Verchain-Maugré > Quérénaing               | 136,5      | 1600          | * · * · *         |
| 22             | Quérénaing > Maing                         | 140,5      | 2500          | * · * · *         |
| 21             | Maing > Monchaux-sur-Écaillon              | 142,5      | 1600          | * · * · *         |
| 20             | Haveluy > Wallers                          | 156,5      | 2500          | * · * · * · *     |
| 19             | Foresta di Arenberg                        | 164,5      | 2400          | * · * · * · * · * |
| 18             | Wallers > Hélesmes                         | 170        | 1600          | * · * · *         |
| 17             | Hornaing > Wandignies-Hamage               | 179        | 3700          | * · * · * · *     |
| 16             | Warlaing > Brillon                         | 185        | 2400          | * · * · *         |
| 15             | Tilloy-lez-Marchiennes > Sars-et-Rosières  | 188,5      | 2400          | * · * · * · *     |
| 14             | Beuvry-la-Forêt > Orchies                  | 194        | 1400          | * · * · *         |
| 13             | Orchies                                    | 199        | 1700          | * · * · *         |
| 12             | Auchy-lez-Orchies > Bersée                 | 206,5      | 2700          | * · * · * · *     |
| 11             | Mons-en-Pévèle                             | 212        | 3000          | * · * · * · * · * |
| 10             | Mérignies > Avelin                         | 215,5      | 700           | * · *             |
| 9              | Pont-Thibaut > Ennevelin                   | 220        | 1400          | * · * · *         |
| 8-B            | Templeuve-en-Pévèle (Épinette)             | 224        | 200           | *                 |
| 8-A            | Templeuve-en-Pévèle (Le Moulin de Vertain) | 225        | 500           | * · *             |
| 7              | Cysoing > Bourghelles                      | 231        | 1300          | * · * · *         |
| 6              | Bourghelles > Wannehain                    | 233,5      | 1100          | * · * · *         |
| 5              | Camphin-en-Pévèle                          | 238        | 1800          | * · * · * · *     |
| 4              | Carrefour de l'Arbre                       | 240,5      | 2100          | * · * · * · * · * |
| 3              | Gruson                                     | 243        | 1100          | * · *             |
| 2              | Willems > Hem                              | 249,5      | 1400          | * · * · *         |
| 1              | Roubaix                                    | 255,5      | 300           | *                 |

## Squadre e corridori partecipanti
Presero parte alla competizione 25 squadre da sette corridori ciascuna: oltre alle 18 formazioni con licenza UCI World Tour, partecipanti di diritto, furono invitate 7 squadre UCI Professional Continental, ovvero: Total Direct Énergie, Cofidis, Solutions Crédits, Wanty-Gobert Cycling Team, Team Arkéa-Samsic, Vital Concept-B&B Hotels, Roompot-Charles e Delko Marseille Provence.
| N.      | Cod. | Squadra               |
| ------- | ---- | --------------------- |
| 1-7     | BOH  | Bora-Hansgrohe        |
| 11-17   | ALM  | AG2R La Mondiale      |
| 21-27   | CPT  | CCC Team              |
| 31-37   | TFS  | Trek-Segafredo        |
| 41-47   | EF1  | EF Education First    |
| 51-57   | TKA  | Team Katusha Alpecin  |
| 61-67   | DQT  | Deceuninck-Quick-Step |
| 71-77   | TDE  | Total Direct Énergie  |
| 81-88   | MTS  | Mitchelton-Scott      |
| 91-97   | GFC  | Groupama-FDJ          |
| 101-107 | LTS  | Lotto Soudal          |
| 111-118 | TJV  | Team Jumbo-Visma      |
| 121-127 | SKY  | Team Sky              |

| N.      | Cod. | Squadra                    |
| ------- | ---- | -------------------------- |
| 131-137 | UAD  | UAE Team Emirates          |
| 141-147 | COF  | Cofidis, Solutions Crédits |
| 151-157 | AST  | Astana Pro Team            |
| 161-167 | TBM  | Bahrain-Merida             |
| 171-177 | MOV  | Movistar Team              |
| 181-189 | WGG  | Wanty-Gobert Cycling Team  |
| 191-197 | TDD  | Team Dimension Data        |
| 201-207 | PCB  | Team Arkéa-Samsic          |
| 211-217 | SUN  | Team Sunweb                |
| 221-227 | VCB  | Vital Concept-B&B Hotels   |
| 231-238 | ROC  | Roompot-Charles            |
| 241-247 | DMP  | Delko Marseille Provence   |

## Ordine d'arrivo (Top 10)
| Pos. | Corridore           | Squadra     | Tempo    |
| ---- | ------------------- | ----------- | -------- |
| 1    | Philippe Gilbert    | Deceuninck  | 5h58'02" |
| 2    | Nils Politt         | Katusha     | s.t.     |
| 3    | Yves Lampaert       | Deceuninck  | a 13"    |
| 4    | Sep Vanmarcke       | Educ. First | a 40"    |
| 5    | Peter Sagan         | Bora        | a 42"    |
| 6    | Florian Sénéchal    | Deceuninck  | a 47"    |
| 7    | Mike Teunissen      | Jumbo       | s.t.     |
| 8    | Zdeněk Štybar       | Deceuninck  | s.t.     |
| 9    | Evaldas Šiškevičius | Delko Mar.  | s.t.     |
| 10   | Sebastian Langeveld | Educ. First | s.t.     |